# フランク・セッジマン
フランク・セッジマン（Frank Sedgman, 1927年10月29日 - ）は、オーストラリア・ビクトリア州モントアルバート出身の男子テニス選手。フルネームは Frank Allan Sedgman （フランク・アラン・セッジマン）という。1950年代初頭の男子テニス界に君臨し、オーストラリア・テニス界の黄金時代の最初期を築いた名選手である。セッジマンは4大大会で総計「22勝」（男子シングルス5勝＋男子ダブルス9勝＋混合ダブルス8勝＝22勝）を記録し、1951年に2歳年下のケン・マグレガーと組んでテニス史上初の男子ダブルス部門「年間グランドスラム」を達成した。混合ダブルス部門でもすべての4大大会を制覇した「キャリア・グランドスラム」達成者であり、彼が獲得できなかったタイトルは全仏選手権の男子シングルスだけである。セッジマンのテニスは、重厚なフォアハンド・ストロークや、スピード感にあふれた華麗なボレーを大きな持ち味とした。

## 来歴
フランク・セッジマンの競技経歴は1946年の全豪選手権から始まり、初出場時は4回戦まで進出した。1948年のウィンブルドン選手権男子ダブルスで、セッジマンは同じオーストラリアのジョン・ブロムウィッチとペアを組んで初優勝を飾り、決勝でアメリカペアのガードナー・ムロイ＆トム・ブラウン組を 5-7, 7-5, 7-5, 9-7 で破って最初の4大大会タイトルを獲得した。1949年からセッジマンは全盛期を迎え、全豪選手権で男子シングルス・混合ダブルスの2部門制覇を果たし、男子テニス国別対抗戦・デビスカップのオーストラリア代表選手にも選ばれた。全豪選手権の男子シングルスで、セッジマンはジョン・ブロムウィッチを 6-3, 6-2, 6-2 のストレートで破り、4大大会の男子シングルスで初優勝を飾る。混合ダブルスではアメリカのドリス・ハートとペアを組んで優勝した。1950年は全豪選手権の男子シングルスと混合ダブルスで2連覇を達成し、男子シングルス決勝ではケン・マグレガーを 6-3, 6-4, 4-6, 6-1 で破り、混合ダブルスではドリス・ハートとのペアで2連覇した。この年は全米選手権の男子ダブルスでジョン・ブロムウィッチと組んだ優勝もある。1950年は、オーストラリアのテニス界にとっても画期的な年になった。第2次世界大戦終了後のデビスカップは、アメリカチームが1946年から1949年まで4連覇していたが、オーストラリアがこの年にアメリカの連続優勝を阻止して1939年以来のデ杯奪還を成し遂げたのである。セッジマンはデ杯決勝の対アメリカ戦で出場3試合すべてに勝ち、この記念碑的な優勝に大きく貢献した。
1951年は男子テニスの歴史に大きな記念碑が刻まれた年となり、フランク・セッジマンとケン・マグレガーのペアがテニス史上初の男子ダブルス「年間グランドスラム」を達成した。男子ダブルス部門における年間グランドスラムは、今なおこのペア1組だけである。1951年と1952年の2年間は、文字通りセッジマンの黄金期であった。1951年は全米選手権で男子シングルス・男子ダブルス・混合ダブルスの3部門すべてに優勝する「ハットトリック」を達成し、1952年は全仏選手権・ウィンブルドン選手権・全米選手権の3大会連続で、3部門すべてに決勝進出を果たした。1952年の全仏選手権で、セッジマンはケン・マグレガーとの男子ダブルスとドリス・ハートとの混合ダブルスで2連覇したが、初めての男子シングルス決勝でチェコスロバキア出身のヤロスラフ・ドロブニーに 2-6, 0-6, 6-3, 4-6 で敗れ、この部門だけはタイトルを獲得できなかった。ドロブニーには1951年の全仏選手権でも準決勝敗退があり、赤土のコートでは相性が合わなかった。1952年のウィンブルドン選手権で、セッジマンは第2次世界大戦の男子テニス選手として初の「ハットトリック」を達成し、男子シングルス決勝で全仏と同じドロブニーを 4-6, 6-2, 6-3, 6-2 で破って初優勝を飾る。ところが1952年の全米選手権で、セッジマンはケン・マグレガーとの男子ダブルスを落とし、メルビン・ローズ（オーストラリア）＆ビック・セイシャス（アメリカ）組に 6-3, 8-10, 8-10, 8-6, 6-8 で敗れ去る。1951年全豪選手権から続いてきたセッジマン＆マグレガー組の4大大会男子ダブルス連続優勝は「7連勝」で止まり、2人は2年連続年間グランドスラムの偉業を逃してしまった。全米の男子シングルス決勝ではガードナー・ムロイ（アメリカ）を 6-1, 6-2, 6-3 で破ったセッジマンだが、彼の連続ハットトリック（全米で2年連続、1952年ウィンブルドンに続く2大会連続）も消えてしまった。
テニス4大大会のすべてにおいて、男女シングルス・男女ダブルス・混合ダブルスの3部門に「キャリア・グランドスラム」を達成することを、テニス用語では「ボックス・セット」（Boxed Set）という。フランク・セッジマンはケン・マグレガーと組んだ男子ダブルス「年間グランドスラム」に加えて、混合ダブルス部門でもドリス・ハートと組んで「キャリア・グランドスラム」を達成した。男子ダブルスではジョン・ブロムウィッチと組んだ優勝もあるが（ブロムウィッチと2勝＋マグレガーと7勝＝総計9勝）、混合ダブルスで挙げた8勝はすべてハートがパートナーであった。彼が唯一獲得できなかったタイトルは、全仏選手権の男子シングルスであった。1952年の全仏決勝で敗れたヤロスラフ・ドロブニーが、セッジマンの「ボックス・セット」を阻止したのである。
1952年12月29日-31日のデビスカップ3連覇を最後に「アマチュアテニス選手」の競技から退いたセッジマンは、1953年からジャック・クレーマーの勧めにより「プロテニス選手」に転向した。当時の4大大会は出場資格がアマチュア選手に限定され、プロテニス選手たちには別の大会群があった。前年までの彼の活躍を見ていたオーストラリアのテニスファンたちは、彼のプロ転向を思いとどまらせるための資金提供まで試みたという。プロ選手に転向後、セッジマンは「全米プロテニス選手権」（US Pro）で1954年のシングルス準優勝や、1961年のダブルス優勝などの成績を残した。1968年、テニス4大大会にプロ選手の出場を解禁する「オープン化措置」が実施され、セッジマンは1970年から1976年まで4大大会にも再挑戦した。40歳代を迎えてからの再挑戦は、1971年のウィンブルドンと1972年の全豪オープンで3回戦進出がある。1976年の全豪オープン2回戦敗退を現役最後の試合にした時、フランク・セッジマンは48歳であった。1979年に国際テニス殿堂入りを果たしている。

## 4大大会優勝
- 全豪選手権　男子シングルス：2勝（1949年＆1950年）／男子ダブルス：2勝（1951年＆1952年）／混合ダブルス：2勝（1949年＆1950年）
- 全仏選手権　男子ダブルス：2勝（1951年＆1952年）／混合ダブルス：2勝（1951年＆1952年）　［男子シングルス準優勝1度：1952年］
- ウィンブルドン選手権　男子シングルス：1勝（1952年）／男子ダブルス：3勝（1948年・1951年・1952年）／混合ダブルス：2勝（1951年＆1952年）　［男子シングルス準優勝1度：1950年］
- 全米選手権　男子シングルス：2勝（1951年＆1952年）／男子ダブルス：2勝（1950年＆1951年）／混合ダブルス：2勝（1951年＆1952年）

| 年     | 大会                 | 対戦相手               | 試合結果           |
| ------ | -------------------- | ---------------------- | ------------------ |
| 1949年 | 全豪選手権           | ジョン・ブロムウィッチ | 6-3, 6-2, 6-2      |
| 1950年 | 全豪選手権           | ケン・マグレガー       | 6-3, 6-4, 4-6, 6-1 |
| 1951年 | 全米選手権           | ビック・セイシャス     | 6-4, 6-1, 6-1      |
| 1952年 | ウィンブルドン選手権 | ヤロスラフ・ドロブニー | 4-6, 6-2, 6-3, 6-2 |
| 1952年 | 全米選手権           | ガードナー・ムロイ     | 6-1, 6-2, 6-3      |